# Sandviva

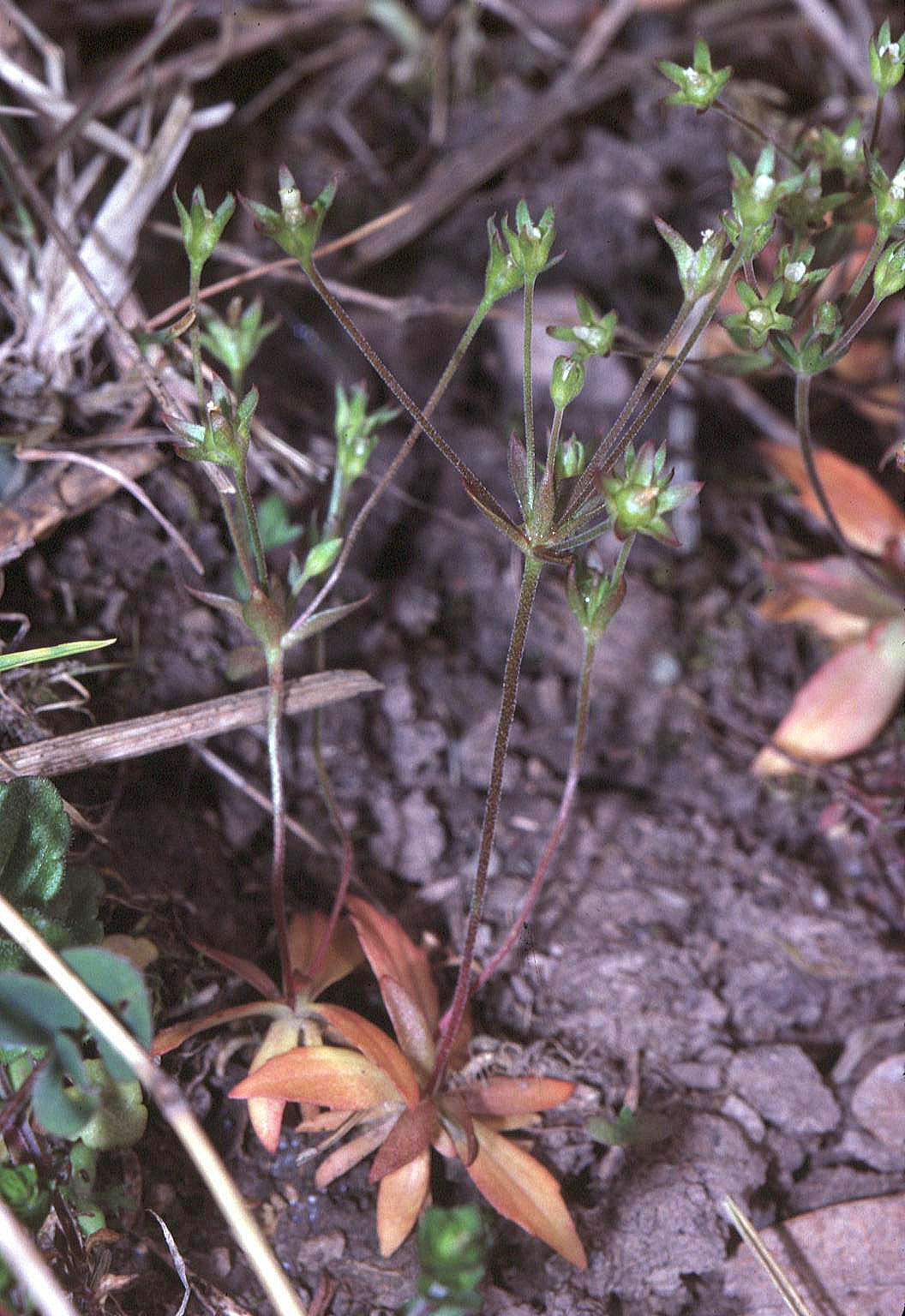
Sandviva från Tyskland, i frukt.

Sandviva eller Åkerviva (Androsace elongata) är en ettårig viveväxt som liknar vivorna genom bland annat bladrosetten, stjälken och blomflocken, men som skiljer sig genom ett äggformat, ej cylindriskt kronrör och ett mer vidgat blomfoder. Fröhuset är nästan klotrunt och öppnar sig genom att toppen spricker sönder i fem flikar. Sandviva blommar i maj och juni och blomfärgen är vit. Den liknar grusvivan men sandvivan har ett foder som är längre än kronan och kapseln. Fodret sitter kvar runt kapseln hela tiden. Växten blir vanligen mellan 5 och 20 centimeter hög.
Sandvivan växer sällsynt på kulturmark, i Sverige endast i Hälsingland. 